# Historia de Madagascar

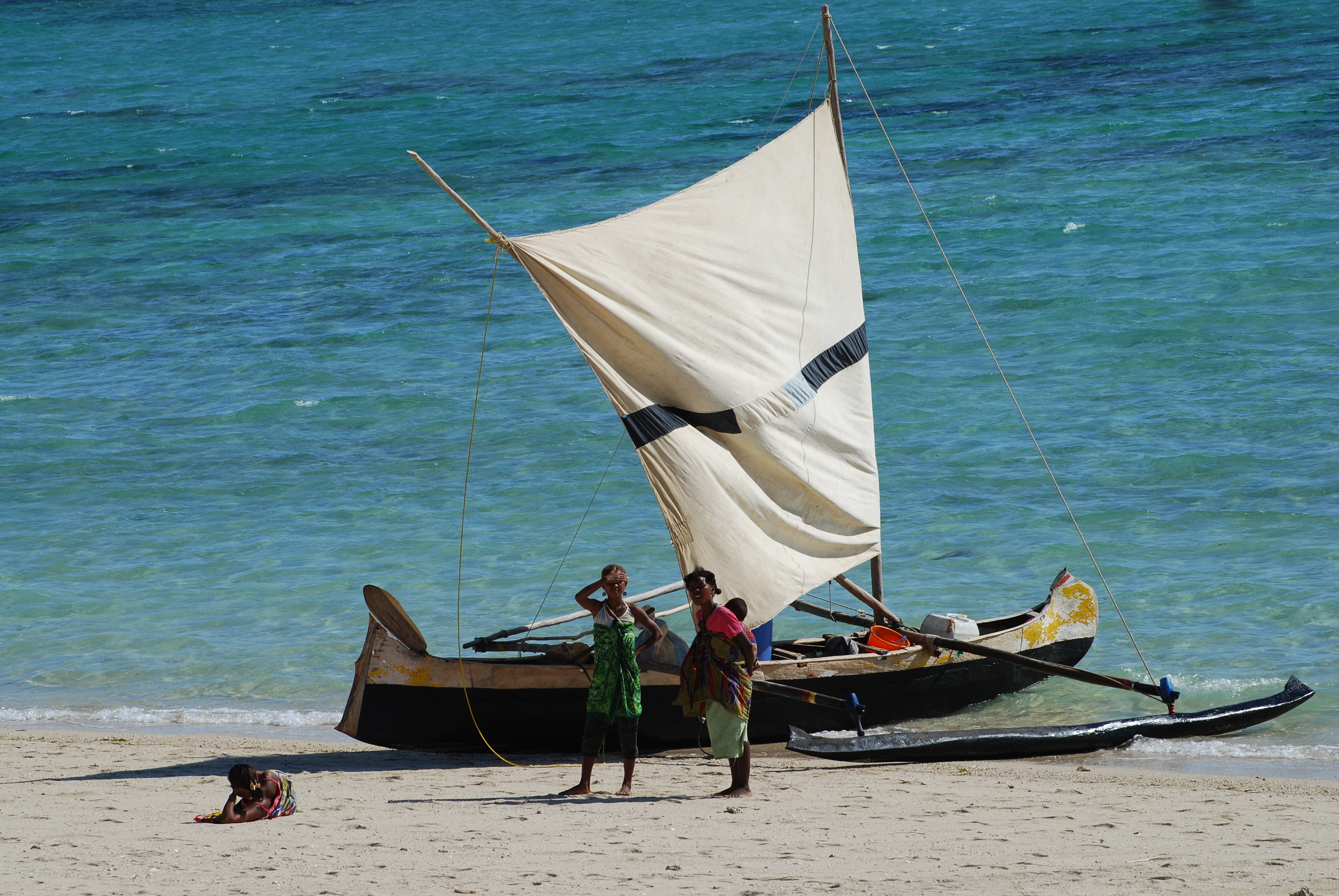
Embarcación tradicional de Madagascar

La historia de Madagascar escrita empieza en el siglo X cuando los árabes establecieron puestos de comercio a lo largo de la costa noreste de la isla. Sin embargo, la prehistoria de Madagascar empieza con los primeros asentamientos humanos, que probablemente llegaron desde el Sudeste Asiático. Esto explicaría el conjunto de rasgos de los malgaches, que forman una mezcla de genotipos tanto de austronesios y africanos, como más tarde árabes, indios y colonizadores europeos. Madagascar se empezó a conocer entre los europeos tras la Era de los Descubrimientos. Durante el siglo XVII, en pleno Reparto de África, el Imperio británico y el Imperio colonial francés compitieron para establecer su influencia en Madagascar. La isla se convirtió en una colonia francesa en 1890 y obtuvo la independencia de Francia en 1960 en pleno apogeo de la descolonización.

## Primeros pobladores
Los arqueólogos datan la llegada de los humanos a Madagascar entre los siglos II y V. Un asentamiento humano estudiado data probablemente del siglo IV o poco antes y en cualquier caso no hay pruebas de que hubiese presencia humana alguna de más de 2000 años. Por otra parte los hallazgos arqueológicos encuentran una continuidad cultural a partir del siglo VII u VIII cuando navegantes del sudeste asiático (probablemente de Borneo o desde el sur de las Célebes) llegaron en sus canoas con batangas.
Los estudios lingüísticos y genéticos han probado que los malgaches tienen antepasados comunes con pueblos dayak actuales habitantes del sur de Borneo, que hablan las lenguas malayo-polinesias, de la rama barito. La migración de los antepasados de los malgaches desde Indonesia fue la que más influyó cuantitativa y culturalmente en el futuro de la isla, pero hay distintas teorías sobre si los asentamientos anteriores al siglo VIII pertenecían a otras corrientes de población, provenientes de Asia o de África.
La mitología malgache se refiere a una tribu de pigmeos, gente de piel clara, como los primeros habitantes de la isla. Los denominan los Vazimba. Algunos malgaches creen que estos primeros habitantes todavía viven en las profundidades de los bosques. En una isla donde sus habitantes practican el culto a los ancestros, los habitantes veneran a los vazimba como sus ancestros más lejanos. Los reyes de algunas tribus malgaches reivindican su parentesco de sangre con los vazimba. Es posible que dos pueblos nómadas de Madagascar, los vezo, pescadores de la costa y los mikea, cazadores-recolectores tengan relación o desciendan de los inmigrantes más antiguos.
Pese a que la distancia de Madagascar al punto más cerca de África es de 416 km (cerca de Lumbo, en Mozambique) y que la distancia al punto más cerca de Indonesia (en la isla de Siberut) está a más de 5500 kilómetros, es muy probable que fuera colonizado por estos últimos antes que por los africanos. Por ello los lugareños conservan rasgos asiáticos, costumbres típicas del sureste de Asia y una lengua del tronco malayo-polinesio. Con ellos también llegaron sus animales domésticos, entre los que destaca el  cebú, y poco después de su llegada se extinguieron varios animales endémicos de la isla, como el lémur gigante, el ave elefante, el cerdo hormiguero de Madagascar, un hipopótamo pigmeo similar al que se encuentra actualmente en África occidental.

## Pobladores bantúes y árabes
Posteriormente hubo migraciones bantúes desde el continente que se fundieron con la población local, sobre todo en la parte este de la isla. A comienzos de la Edad Media llegaron los primeros comerciantes persas y hacia el año 1000, los árabes. Fruto de su estancia es el que, en la parte norte de la isla se practique actualmente el islam.

## Colonialismo europeo
Durante los dos siglos siguientes, Portugal, España, Gran Bretaña y Francia intentaron instalarse en la costa, pero fueron expulsados por la resistencia de los nativos, que a finales del siglo XVII se habían unificado bajo el reino de Imerina, con base en la meseta central.
Sin embargo la población local también sufrió, como muchos pueblos africanos, el comercio de esclavos. Así, a modo de ejemplo, esclavos malgaches fueron llevados por europeos al Virreinato del Perú, asentándose principalmente en la costa norte de dicho país en una zona conocida como Piura. Actualmente en Perú, descendientes de aquellos esclavos son conocidos como "mangaches".

## Presencia francesa

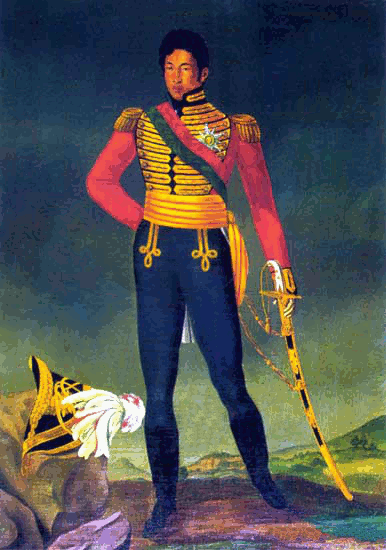
El rey Radama I de Madagascar

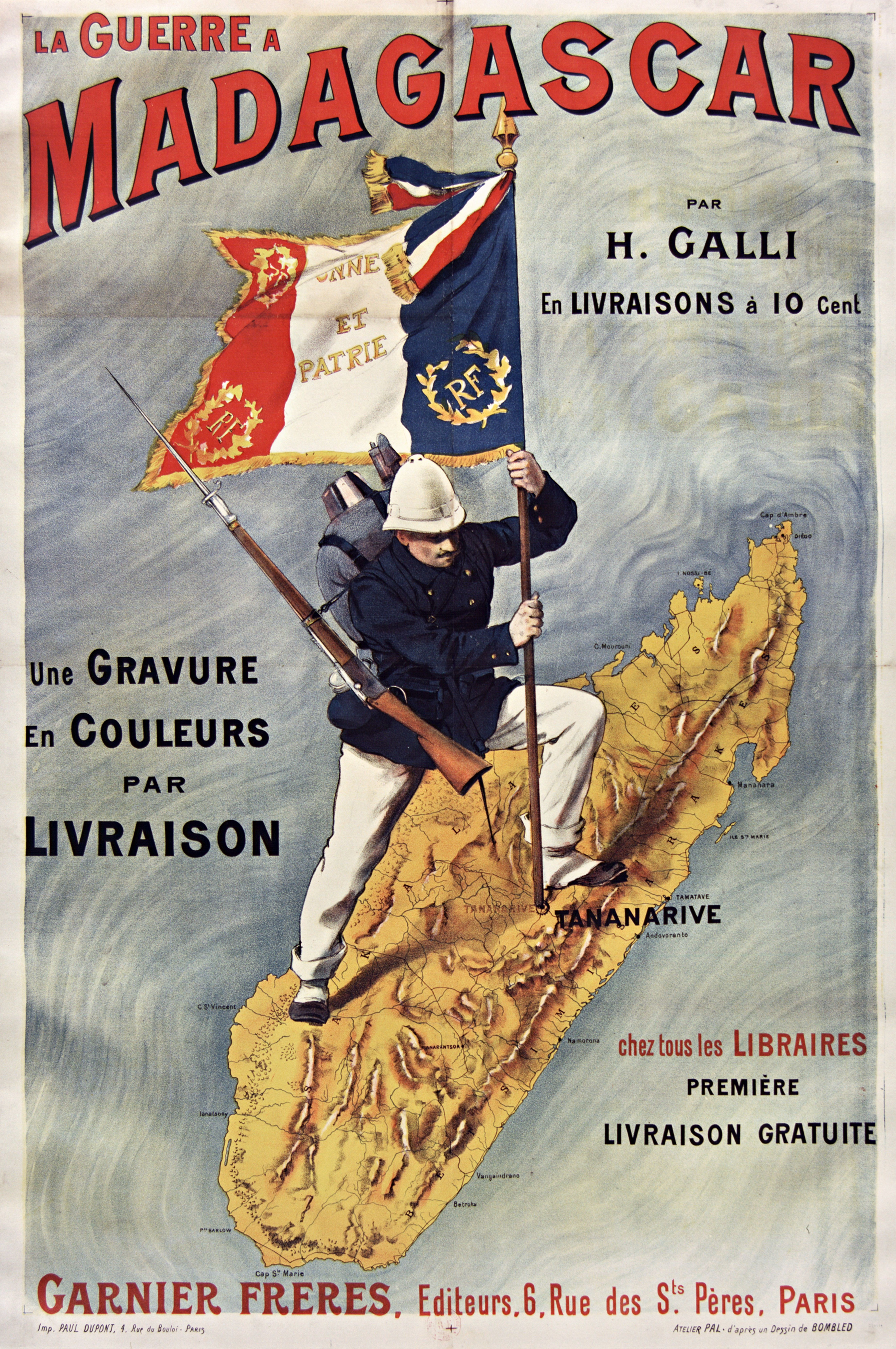
Póster de un libro de H. Galli sobre la guerra francesa en Madagascar.

Finalmente, los franceses consiguieron su propósito de construir bases comerciales en las costas malgaches, unas veces por la fuerza y otras diplomáticamente, a finales del siglo XVIII. Durante las guerras napoleónicas, el rey Radama I de Imerina se puso del lado de los británicos, que aumentaron su influencia en la isla a costa de los franceses y entrenaron a los nativos en el uso de armas modernas. No obstante, a la muerte de Radama I en 1828 se persiguió a los británicos, incluidos los misioneros. Durante el reinado de Radama II (1861-1863) se introdujeron una serie de reformas modernistas y Madagascar se abrió al contacto con franceses y británicos, lo que causó que los sectores más tradicionalistas mataran al rey y dieran marcha atrás a los cambios. Francia se anexionó la isla por completo en 1895 tras derrotar a la reina Ranavalona III. La guerra había durado doce largos años y al inicio de la misma el Reino de Imerina tenía un ejército poderoso de 40 000 hombres armados y entrenados por oficiales ingleses. La reina se exilió un año después, al tiempo que se instituía un mandato militar francés y Madagascar era proclamada colonia francesa.
Tras esto los colonos establecieron importantes plantaciones de café, canela, té y vainilla, lo que contribuyó al crecimiento económico de la colonia, además de verse influenciado en gran medida por Francia, lo que también llevó a un crecimiento cultural de la población. Si bien nunca se dieron casos de esclavitud como tales, ya que el gobierno la había abolido, sí se dio el caso de trabajos forzados, lo que provocó un sentimiento en contra de todos los franceses por parte de los malgaches.
Ya en 1916 los franceses tuvieron problemas con las organizaciones secretas nacionalistas, pero lograron mantener el orden. Francia solo perdió el control de la isla durante 1942, cuando los británicos la ocuparon por miedo a que Japón se hiciera con Madagascar. En 1943 fue entregada a la Francia libre, y en 1958 dejó de ser colonia y se convirtió en territorio de ultramar francés. Esto no impidió que al año siguiente estallase una revuelta que forzó a Francia a convocar elecciones en la isla, que ganaron los independentistas moderados.

## Independencia
En 1960 Madagascar se independizó totalmente de Francia y se instituyó una república bajo el gobierno de Philibert Tsiranana, líder del Partido Socialdemócrata.
En 1975 hubo un golpe de Estado militar que puso el gobierno en manos del capitán de fragata Didier Ratsiraka, que gobernó con puño de hierro hasta que en 1992 las presiones populares le obligaron a designar un gobierno de transición a la democracia. Ratsiraka fue derrotado en las elecciones presidenciales de 1993 por Albert Zafy, pero ganó las legislativas que se celebraron simultáneamente. La situación de tensión entre los partidarios de Ratsiraka y el gobierno de Zafy llevó a la destitución de este último por el parlamento en 1996, siendo sustituido por Norbert Ratsirahonana. Este era un colaborador cercano de Zafy que gobernó bajo su sombra hasta las elecciones de 1997, en las que Ratsiraka se hizo nuevamente con el poder.
Didier Ratsiraka conservaría el poder hasta las elecciones presidenciales de diciembre de 2001, cuando tras unos resultados controvertidos, su rival, el hasta entonces alcalde de Antananarivo Marc Ravalomanana se declaró ganador por mayoría absoluta de la primera vuelta de las elecciones, acusando de fraude al gobierno, que había publicado unos resultados que hacían necesaria una segunda vuelta.
La tensión de la primera mitad del año 2002 llegó a amenazar con la posibilidad de una guerra civil. La sociedad y el propio ejército malgaches se dividieron en dos, con la capital Antananarivo convertida en bastión de Ravalomanana, mientras Ratsiraka dirigía un gobierno en la ciudad costera de Toamasina. La comunidad internacional hizo diversos llamamientos al diálogo y a la calma. Ravalomanana consiguió consolidar su poder, mientras Ratsiraka iba perdiendo apoyos. En junio de 2002, algunos países como Estados Unidos, Suiza y Noruega reconocían ya al gobierno de Ravalomanana. Otros países europeos esperaron la decisión final de Francia que, a principios de julio, ya se dirigía públicamente a Ravalomanana como «presidente de Madagascar». El reconocimiento internacional confirmó el poder de Ravalomanana, y Ratsiraka huyó finalmente del país, refugiándose en Francia.
Desde la consolidación del poder por parte de Marc Ravalomanana, el país ha conseguido alcanzar unas cotas muy altas de crecimiento económico, apoyado por ayudas muy cuantiosas de instituciones internacionales como el Banco Mundial.

### Crisis política de 2009
Protestas masivas contra el gobierno comenzaron en enero de 2009. La violencia enfrentó al entonces presidente Marc Ravalomanana contra Andry Rajoelina, alcalde de la capital, Antananarivo. Dado que la pelea comenzó el poder el 26 de enero, más de 170 personas perdieron la vida Rajoelina movilizó a sus partidarios a salir a las calles de Antananarivo para exigir destitución de Ravalomanana en razón de su supuesto estilo de gobierno "autocrático" y contra su política económica y de concesión de tierras agrícolas a consorcios extranjeros.

#### Alta Autoridad de la Transición
El día 16 de marzo de 2009 militares de la oposición al gobierno de Marc Ravalomanana tomaron distintos edificios estatales como el Banco Central. Al día siguiente Ravalomanana dimitió y cedió sus poderes a un consejo militar, fiel a sí mismo, encabezado por el vicealmirante Hyppolite Ramaroson. Los militares afirmaron entonces que la acción de Ravalomanana era una "maniobra" y la mayor parte de la cúpula militar apoyó a Andry Rajoelina como líder de un "gobierno de transición". Rajoelina ya había declarado a sí mismo el nuevo líder de un mes antes y desde entonces ha asumido el papel de presidente de la "Alta Autoridad de la Transición". Ha designado Monja Roindefo como primer ministro. El nuevo presidente anunció que las elecciones se celebrarán dentro de dos años y que la Constitución será modificada.
La Unión Europea, entre otras entidades internacionales, se ha negado a reconocer al nuevo gobierno, debido a que es instalado por la fuerza. La Unión Africana, suspendió la membresía de Madagascar el 20 de marzo de 2010. Un portavoz de Ban Ki-moon, Secretario general de las Naciones Unidas, anunció que él "gravemente preocupado por la evolución de los acontecimientos en Madagascar". Pese a que los gobiernos extranjeros evitaron legitimar este cambio de poder, la Corte Constitucional reconoció la orden de traspaso de poderes del directorio militar, según un documento obtenido por agencias de noticias internacionales.
En junio de 2025 se reunirá la Comisión Mixta Franco-Malgache. Esta comisión será responsable de decidir sobre la devolución de las Islas Dispersas a Madagascar.